# Wajir

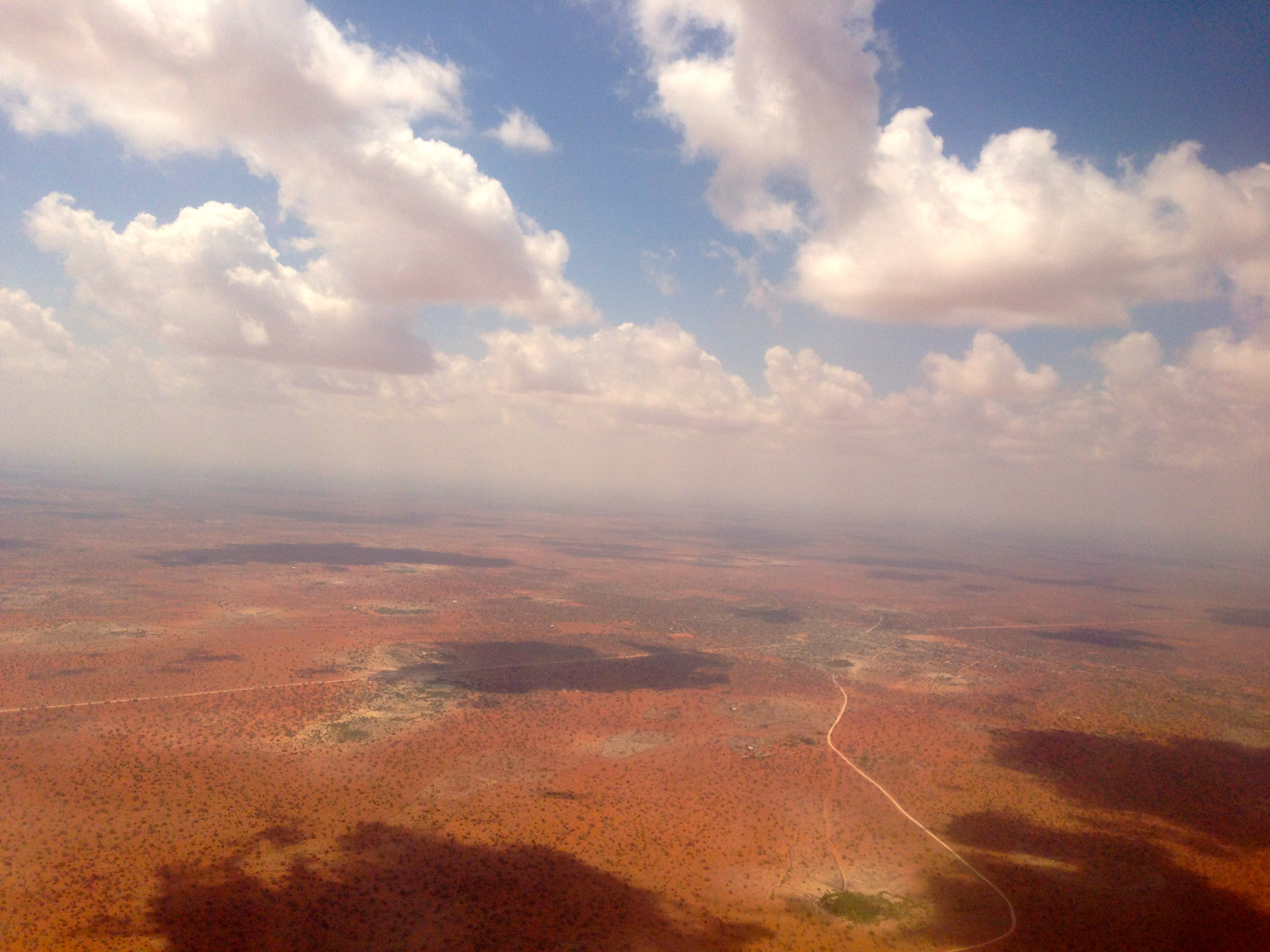
Wajir

Wajir är huvudort i distriktet Wajir i Nordöstra provinsen i Kenya. Folkmängden uppgick till 16 838 invånare vid folkräkningen 2009.